# Alexander Alexandrowitsch Deineka

Grabmal Deinekas auf dem Nowodewitschi-Friedhof in Moskau

Alexander Alexandrowitsch Deineka (russisch Александр Александрович Дейнека; * 8. Maijul. / 20. Mai 1899greg. in Kursk; † 12. Juni 1969 in Moskau)  war ein sowjetischer Maler, Grafiker und Plastiker.

## Leben
Alexander Deineka studierte zunächst von 1915 bis 1917 an der Kunsthochschule Charkow. 1917 brach er dort sein Studium ab und ging zur Roten Armee. 1918 war er als Fotograf der Kriminalpolizei in Kursk beschäftigt und zugleich als Leiter der Abteilung Bildende Kunst der Gouvernementabteilung für Volksbildung tätig. Von 1919 bis 1920 arbeitete er für die Agitationsausgabe der Rosta-Fenster und leitete das Kunststudio der Politverwaltung Kursk. 1921 ging er nach Moskau und studierte an der WChUTEMAS (russisch  ВХУТЕМАС), einer avantgardistischen Designschule, bei Wladimir Faworski Grafik. 1928 gründete er mit anderen die Künstlergruppe Октябр (Oktobergruppe) und war in seinem Hang zum Monumentalen anfänglich von Ferdinand Hodler beeinflusst. 1931/32 wurde er Mitglied des Russischen Verbandes Proletarischer Künstler und ab 1932 Mitglied der Moskauer Abteilung des Sowjetischen Künstlerverbandes. In der Folgezeit entwickelte er sich zum Hauptvertreter des Sozialistischen Realismus in der Sowjetunion. Dort gehörte er später zu den bedeutendsten Buch- und Zeitschriftenillustratoren und bekam auch Aufträge für Wandgemälde und Mosaiken.
Seit 1960 war Deineka Mitglied der KPdSU und von 1962 bis 1966 Vizepräsident der Akademie der Bildenden Künste der UdSSR.

## Ehrungen (unvollständig)
1937: Goldene Medaille der Pariser Weltausstellung
postum: 18. März 2003: Benennung des Asteroid (9514) Deineka

## Werke (Auswahl)
- 1926: Auf dem Bau neuer Werkhallen, Staatliche Tretjakow-Galerie, Moskau
- 1927: Die Verteidigung von Petrograd, Staatliche Tretjakow-Galerie, Moskau
- 1928: Der Bau. Reproduktion in Zeitspiegel (Beilage zur Vossischen Zeitung) vom 19.02.1928
- 1928: Spinnerinnen. Reproduktion in Zeitspiegel (Beilage zur Vossischen Zeitung) vom 19.02.1928
- 1932: Mutter, Staatliche Tretjakow-Galerie, Moskau
- 1934: Junge Frau mit Buch, Staatliches Russisches Museum (GRM)[2]
- 1935: Mittagspause in Donbass, Lettisches Nationales Kunstmuseum, Riga
- 1938: Die zukünftigen Piloten, Staatliche Tretjakow-Galerie, Moskau
- 1939: Ausgestaltung der Moskauer Metrostation Majakowskaja und Pawelzkaja
- 1942: Die Verteidigung von Sewastopol, Staatliche Tretjakow-Galerie, Moskau
- 1943: Abgeschossener Flieger-Pilot, Staatliches Russisches Museum (GRM), St. Petersburg
- 1947: Staffellauf am Gartenring
- 1950: Ausgestaltung der Moskauer Metrostation Nowokusnezkaja
- 1959: Friedliche Baustelle, Puschkin-Museum, Moskau

## Postume Ausstellung
- 2010: Alexander Deineka – Arbeiten, bauen und nicht winseln; Malerei. Grafik. Skulptur, Tretjakow-Galerie, Moskau